# Chimarra sepulchralis
Chimarra sepulchralis là một loài Trichoptera trong họ Philopotamidae. Chúng phân bố ở miền Ấn Độ - Mã Lai.